# Ismaël Koudou
Ismaël Koudou (ur. 27 września 1975 w Wagadugu) – burkiński piłkarz grający na pozycji napastnika. W swojej karierze rozegrał 18 meczów w reprezentacji Burkiny Faso i strzelił w niej 2 gole.

## Kariera klubowa
Karierę piłkarską Koudou rozpoczął w klubie ASFA Yennenga ze stolicy kraju Wagadugu. W sezonie 1995/1996 zadebiutował w jego barwach w burkińskiej lidze. W latach 1999 i 2002 wywalczył mistrzostwo Burkiny Faso. Zdobył także Puchar Liderów Burkiny Faso (2000, 2001, 2002) i superpuchar kraju (2002).
W 2002 roku Koudou odszedł do algierskiego klubu WA Tlemcen. Grał w nim przez 2 lata, a w 2004 roku wrócił do ASFA Yennenga. Grał w nim do końca swojej kariery z małymi przerwami na wypożyczenie do kuwejckich Khaitan SC (2005) i Al-Jahra (2008). Z ASFA w 2006 został mistrzem kraju.

## Kariera reprezentacyjna
W reprezentacji Burkiny Faso Koudou zadebiutował w 1997 roku. W 1998 roku zajął z Burkina Faso 4. miejsce w Pucharze Narodów Afryki 1998. Na tym turnieju zagrał czterokrotnie: z Kamerunem (0:1), z Algierią (2:1), z Gwineą (1:0) i półfinale z Egiptem (0:2).
W 2000 roku Koudou wystąpił w 3 meczach Pucharu Narodów Afryki 2000: z Senegalem (1:3), z Zambią (1:1) i z Egiptem (2:4 i gol). W kadrze narodowej od 1997 do 2001 roku rozegrał 18 meczów i strzelił w nich 2 bramki.